# Ida Corr
Ida Corr (Århus, 14 marzo 1977) è una cantante e produttrice discografica danese.

## Carriera
Nasce ad Århus da madre danese e da padre originario del Gambia. All'età di 11 anni vince il primo concorso danese per bambini cantautori (Børne Melodi Grand Prix "MGP") e in età adulta inizia la sua carriera come cantante di fondo nei tour e in studio per artisti danesi come Gnags, Sanne Salomonsen, Thomas Helmig e Rasmus Nøhr.
Nel 2002 Ida forma con Christina Undhjem e Engelina, il gruppo femminile Sha Li Mar che si esibisce regolarmente nel programma televisivo Venner for livet (letteralmente "Amici per sempre") ed ha anche pubblicato nello stesso anno un album.

Nel 2004 la Corr ha collaborato con il produttore house, Morten Trust, al brano I Put My Faith In You di discreto successo.
Tuttavia Ida Corr raggiunge una certa popolarità soltanto nel 2005 grazie al suo album di debutto, Streetdiva.
Successivamente collabora con il DJ olandese Fedde Le Grand nel singolo Let me think about it, che ha avuto un grande successo nelle discoteche e nelle radio di tutta Europa.
Ida ha poi composto una canzone speciale per il Live Earth, intitolata Mirror 07-07-07, che fu suonata il 07/07/07 alle 7:07.
Nel 2008 ha collaborato con SugaRush Beat Company nei singoli "L-O-V-E", "They Said I Said" e "Love Breed".

## Discografia

### Album
- 2005 - Streetdiva
- 2006 - Robosoul
- 2009 - Under the sun
- 2013 - Corr Values

### Compilation/Raccolte
- 2008 - One

### Singoli
| Year | Single                                       | Album         |
| ---- | -------------------------------------------- | ------------- |
| 2004 | "U Make Me Wanna" (featuring Ataf Khawaja)   | Streetdiva    |
| 2005 | "Make Them Beg" (featuring Al Agami)         | Streetdiva    |
| 2005 | "Country Girl"                               | Streetdiva    |
| 2006 | "Lonely Girl"                                | Robosoul      |
| 2006 | "Late Night Bimbo" (featuring Bow Hunt)      | Robosoul      |
| 2007 | "Let Me Think About It" (vs. Fedde Le Grand) | Robosoul      |
| 2008 | "Ride My Tempo"                              | One           |
| 2009 | "Time"                                       | Under the Sun |
| 2009 | "I Want You"                                 | Under the Sun |
| 2009 | "Under the Sun (featuring Shaggy)            | Under the Sun |

## Premi e nomination
|      | Premiazione allo spettacolo      | Premio                                            | Titolo                  | Risultato       |
| ---- | -------------------------------- | ------------------------------------------------- | ----------------------- | --------------- |
| 2006 | Danish Music Awards              | Best Danish Urban Release                         | “Street Diva”           | Candidato/a     |
| 2008 | P3 Guld Awards                   | Listener's Favourite Hit                          | “Let Me Think About It” | Candidato/a     |
|      | Danish Deejay Awards             | Danish Artist of the Year                         |                         | Candidato/a     |
|      |                                  | Danish Deejay-Favourite                           | “Let Me Think About It” | Vincitore/trice |
|      |                                  | Dancechart.dk Award (Danish Club Hit of the year) | “Let Me Think About It” | Vincitore/trice |
|      | Zulu Awards                      | Best Danish Hit                                   | “Let Me Think About It” | Candidato/a     |
|      |                                  | Best Danish Female singer                         |                         | Candidato/a     |
|      | International Dance Music Awards | Best Breaks/Electro Track                         | “Let Me Think About It” | Candidato/a     |
|      | IMPALA Diamond Award             |                                                   |                         | Vincitore/trice |
| 2009 | European Border Breakers Awards  | Best Selling Danish Artist in Europe              |                         | Vincitore/trice |
|      | African Achievement Awards       | Best African Artist                               |                         | Vincitore/trice |